# Annona impressivenia
Annona impressivenia Saff. ex R.E.Fr. – gatunek rośliny z rodziny flaszowcowatych (Annonaceae Juss.). Występuje endemicznie we wschodniej części Brazylii. 

## Morfologia
PokrójZimozielone drzewo.
LiścieMają odwrotnie owalny kształt. Mierzą 8–16 cm długości oraz 3–6 cm szerokości. Liść na brzegu jest całobrzegi. Wierzchołek jest spiczasty.

## Biologia i ekologia
Rośnie w lasach. Występuje na wysokości do 800 m n.p.m.